# Павлоград I
Павлоград I — вузлова залізнична станція Дніпровської дирекції Придніпровської залізниці на перетині електрифікованих ліній Роз'їзд № 5 — Павлоград I, Павлоград I — Самар-Дніпровський, Павлоград I — Синельникове I та Лозова — Павлоград I між станціями Мінеральна (26 км), Павлоград II (8 км), Ароматна (9 км) та Зайцеве (21 км). Розташована в місті Павлоград Дніпропетровської області.

## Історія
Місто Павлоград побудовано на дуже вдалому місті, на перетині важливих торговельних шляхів, з півночі на південь і зі сходу на захід. Наприкінці XVIII століття Павлоград не поступався чисельністю населення сучасному обласному центру. На той час в Павлограді мешкало 1 214 особи, а у Катеринославі — 2 000 осіб. У другій половині XIX століття, після того як була побудована до Катеринослава залізниця, він став розвиватися швидкими темпами. У Павлограді залізниця з'явилася на п'ять років раніше. У 1873 році  місто вже мало залізничне сполучення з Харковом, Москвою, Санкт-Петербургом, Олександрівськом (нині — Запоріжжя) та Севастополем. Першою залізничною лінією, що прокладена через Павлоград, була Курськ — Харків — Севастополь, яка мала два призначення. По-перше, військове — доставка до Криму військового постачання й боєприпасів, по-друге — торговельне (торгівля здійснювалася тоді з країнами Середземноморського й Чорноморського басейнів).
До початку XIX століття Павлоград був відомим як центр торгівлі пшеницею. Причому, хліб тут купували не лише російські й українські купці, а й закордонні. Для того, щоб полегшити вивезення зерна за кордон, у той час була побудована ще одна залізнична лінія, яка сполучила Олександрівськ й Бердянськ з будівництвом найбільшого на Азовському морі морського порту.
У 1912 році був розроблений проєкт приватної Рудниково-Лозівської залізниці, яка повинна була об'єднати лінії Рутченкове — Гришине — Лозова, Гришине — Павлоград — Полтава та лінію до Костянтинівки або Микитівки (ймовірно, від Гришиного). Проєкт об'єднав основні напрямки вуглевозних залізниць Західного Донбасу, а також очікував найбільший прибуток як підприємцям, так і казенним Катерининської та Курсько-Харківсько-Севастопольської залізницям. Проіснував цей проєкт нетривалий час, проте початок будівництва залізниць у Західному Донбасі було реаоізовано.
На початку 1913 року XXXVII з'їзд гірничопромисловців півдня Росії ухвалив одностайне рішення про початок будівництва залізниць Гришине — Рутченкове та Гришине — Рівне — Кєльці. За рахунок скарбниці було вирішено побудувати залізницю Гришине — Золотоноша — Рівне через Павлоград. У 1913 році на частину напрямку Гришине — Павлоград — Полтава претендувало товариство Рудничної залізниці, проте згодом воно швидко розпалося. У березні 1913 року на екстреному з'їзді гірнопромисловиків півдня Росії був розглянутий законопроєкт про будівництво нової залізниці, який був ухвалений Міністерством шляхів сполучення, Радою міністрів і внесений до Державної думи на розгляд.
Термін закінчення будівництва був передбачений на початку 1917 року, але через початок Першої світової війни роботи велися неритмічно, виникали проблеми з фінансуванням. Завдяки тому, що основний обсяг робіт, що передував укладанню шляху, був закінчений до 1919 року, у 1921 році була введена в експлуатацію лінія Новомосковськ — Павлоград. 
У 1935—1937 роках введена в експлуатацію дільниця від Постишево (колишня станція Гришине) до Павлограда, однак з початком Другої світової війни та відступі радянських військ у 1941 році, а згодом німецьких — у 1943 році, лінія була повністю виведена з ладу, і відновлена лише у 1957—1959 роках.

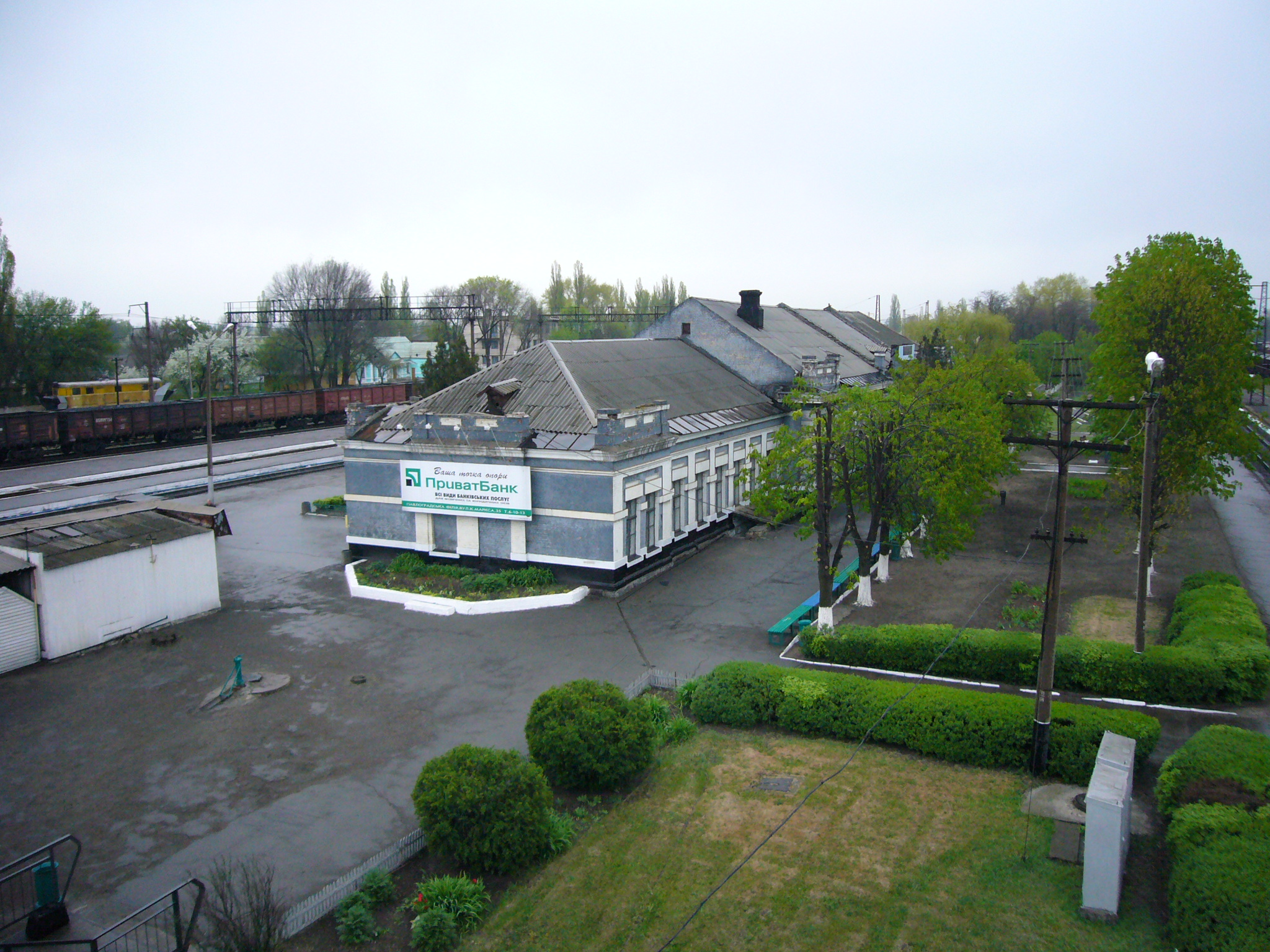
Вокзал станції Павлоград І (2007)

27 травня 2012 року залізничний вокзал відкрито після капітальної реконструкції.
У ніч проти 30 липня 2025 року російські окупанти атакували залізничну інфраструктуру Павлограда, внаслідок чого пошкоджено залізничний вокзал, колії та контактна мережа, затримано або змінено маршрут руху низки поїздів. Пасажири та залізничники не постраждали, вчасно вдалося вивести в укриття.

## Пасажирське сполучення
На станції Павлоград І зупиняються пасажирські, регіональні та приміські поїзди у Лозовському та Синельниківському напрямку.
У графіку руху на 2021/2022 роки, через станцію Павлоград І, з 12 грудня 2021 року призначався нічний швидкий поїзд № 111/112 сполученням Авдіївка — Київ, який тимчасово скасований з початку російського вторгнення в Україну (з 2022).

## Довідкова інформація
51400, Дніпропетровська область, м. Павлоград, вул. Шосейна, 23. 